# Urophora jaculata
Urophora jaculata is een vliegensoort uit de familie van de boorvliegen (Tephritidae). De wetenschappelijke naam van de soort is voor het eerst geldig gepubliceerd in 1870 door Camillo Róndani.